# Augustin Leijonsköld
Augustin Leijonsköld, född 1634 (döpt 25 april) i Stockholm, död där i maj 1682, var en svensk friherre, ämbetsman och militär.

## Biografi
Augustin Leijonsköld var son till kammarrådet Mårten Leijonsköld. Han blev student vid Uppsala universitet 1643, var 1660 överstelöjtnant och 1662 svensk resident vid franska hovet. År 1666 utnämndes han till landshövding över Blekinge och Kristianstads län. Senare samma år blev han landshövding över Hallands län samt kort därefter Helsingborgs, Landskrona och del av Malmöhus län. Han tog 1669 avsked men var 1670 åter landshövding över samma områden. Han blev 1677 i stället utsedd till landshövding över Jönköpings län. År 1679 fungerade han som marskalk vid den då avsända delegationen till Danmark, och blev 1680 lagman i Tiohärads lagsaga.
Åtminstone från 1670 bodde han på sitt köpegods Skillinge i Munka-Ljungby socken i Skåne, och han hade även köpt säterierna Rössjöholm och Össjö i grannsocknarna Tåssjö och Össjö.